# 御坊川
御坊川（ごぼがわ）は、香川県高松市を流れる詰田川水系の河川。

## 概要
高松市香川町川東下付近に源を発して北流したのち、木太町付近で本流である詰田川に合流する。指定延長5.5km、流域面積18km2。流域内には数多くの工場が立地し、また高度経済成長期には住宅地化が著しく進行したため、河川の汚染が極めて深刻な状態にあった。
かつての香東川の東の分流であったといわれ、高松藩生駒氏4代藩主生駒高俊の時代に後見役伊勢の藤堂高虎により派遣された西嶋八兵衛によって、堤防が築かれ、田畑が開かれた。その上流部には香東川の伏流水が湧出する灌漑水源としての出水が数多く分布し、中流部には豊富な伏流水を利用した製紙工場が古くから立地している。

## 主な支流
- 古川（市内東部及び西部に2つある同名の河川は、それぞれ新川水系及び本津川水系であり全て別の河川である）

## 主な橋梁
- 一の宮橋 - 県道12号三木国分寺線（一宮町）
- 大畑橋 - 市道成合寺井線（一宮町）
- 上川原4号橋 - 市道（鹿角町字上川原）
- 上川原1号橋 - 市道鹿角町20号線（鹿角町字上川原）
- 中川原2号橋 - 市道中川原1号線（鹿角町字中川原）
- 中川原1号橋 - 市道（鹿角町字中川原）
- 下川原2号橋 - 市道（鹿角町）
- 東雲橋 - あかつき団地内通路（田村町字西浦）
- 金山橋 - 国道32号円座バイパス（田村町字西浦）
- 御殿橋 - 市道勅使町27号線（勅使町字東川原・田村町字西浦）
- 桜橋 - 市道（勅使町字大隅・田村町字西浦）
- 勅使橋 - 国道11号高松南バイパス（田村町字西浦）
- 自習橋 - 鶴尾小学校通用橋（松並町字橋詰）
- つるお学校橋 - 市道紙町松並線（松並町字橋詰）
- 鶴尾橋 - 県道172号川東高松線（紙町字櫨ノ股・同字新開）
- 紙町中央橋（旧鷺田橋） - 市道東ハゼ田村線（紙町字新開）
- 新御坊川橋 - 国道11号高松南バイパス（東ハゼ町字萬蔵・三条町字中所）
- 佃橋 - 市道南部区画16号線（上之町一丁目／東ハゼ町・三条町字中所）
- 二ツ橋 - 県道280号高松香川線（上之町一丁目／同二丁目・三条町字中所）
- 御坊川橋梁 - 高松琴平電気鉄道琴平線（上之町二丁目・三条町字中所）
- 上之町通学橋 - 歩行者用（上之町二丁目／同三丁目・三条町字中所）
- 三条橋 - 市道上之町伏石線（伏石町字鹿膽地・上之町三丁目）
- 大栗橋 - 香川県道272号高松志度線（桜町二丁目／上之町三丁目・今里町一丁目／今里町字西脇）
- 楠川橋 - 県道163号栗林停車場今里線（楠上町二丁目／桜町二丁目・今里町一丁目）
- 御坊川新橋 - 市道朝日町仏生山線（楠上町二丁目・今里町一丁目）
- 楠上橋 - 市道栗林上福岡線（楠上町一丁目・同二丁目／今里町一丁目）
- 御坊川橋梁 - 四国旅客鉄道高徳線（花園町三丁目・上福岡町字弁財天）
- 御坊川橋梁 - 高松琴平電気鉄道長尾線（花園町二丁目・上福岡町字弁財天）
- 御坊川橋 - 県道43号中徳三谷高松線（花園町一丁目・上福岡町字弁財天）
- 観光橋 - 県道155号牟礼中新線（多賀町三丁目／花園町一丁目・観光町字川中）
- 多賀橋 - 市道（松島町二丁目／多賀町三丁目・観光町字川下）
- 千代橋 - 市道松島町8号線（松島町二丁目・同三丁目）
- 下千代橋 - 国道11号高松北バイパス（福岡町四丁目・松島町三丁目）
- 沖松島橋 - 市道福岡林線（福岡町四丁目・木太町字洲端道下）